# 4 أبريل
- السبت
- الأحد
- الاثنين
- الثلاثاء
- الأربعاء
- الخميس
- الجمعة

- 2929 رمضان 1446  هـ
- 301 شوال 1446  هـ
- 312 شوال 1446  هـ
- 13 شوال 1446  هـ
- 24 شوال 1446  هـ
- 35 شوال 1446  هـ
- 46 شوال 1446  هـ
- 57 شوال 1446  هـ
- 68 شوال 1446  هـ
- 79 شوال 1446  هـ
- 810 شوال 1446  هـ
- 911 شوال 1446  هـ
- 1012 شوال 1446  هـ
- 1113 شوال 1446  هـ
- 1214 شوال 1446  هـ
- 1315 شوال 1446  هـ
- 1416 شوال 1446  هـ
- 1517 شوال 1446  هـ
- 1618 شوال 1446  هـ
- 1719 شوال 1446  هـ
- 1820 شوال 1446  هـ
- 1921 شوال 1446  هـ
- 2022 شوال 1446  هـ
- 2123 شوال 1446  هـ
- 2224 شوال 1446  هـ
- 2325 شوال 1446  هـ
- 2426 شوال 1446  هـ
- 2527 شوال 1446  هـ
- 2628 شوال 1446  هـ
- 2729 شوال 1446  هـ
- 2830 شوال 1446  هـ
- 291 ذو القعدة 1446  هـ
- 302 ذو القعدة 1446  هـ
- 13 ذو القعدة 1446  هـ
- 24 ذو القعدة 1446  هـ

4 أبريل أو 4 نيسان أو يوم 4 \ 4 (اليوم الرابع من الشهر الرابع) هو اليوم الرابع والتسعون (94) من السنة البسيطة، أو اليوم الخامس والتسعون (95) من السنوات الكبيسة وفقًا للتقويم الميلادي الغربي (الغريغوري). يبقى بعده 271 يومًا لانتهاء السنة.

## أحداث
- 970 - جوهر الصقلي يبدأ في إنشاء الجامع الأزهر.
- 1581 - منح فرنسيس دريك لقب سير بعد نجاح ملاحته الدورانية حول العالم.
- 1609 - فيليب الثالث ملك إسبانيا يصدر المرسوم الملكي القاضي بطرد الموريسكيين من إسبانيا.
- 1818 - الكونغرس الأمريكي يقر العلم الأمريكي المكون من 13 خطًا أحمر وأبيض و 20 نجمة مع إضافة نجمة عند دخول أي ولاية جديدة.
- 1841 - جون تايلر يتولى رئاسة الولايات المتحدة خلفًا للرئيس ويليام هنري هاريسون الذي توفي بعد شهر من تولّيه الرئاسة.
- 1905 - زلزال عنيف يهز مدينة «كانغرا» الهندية يؤدي إلى مقتل أكثر من 20 ألف شخص.
- 1939 -
  - وفاة ملك العراق غازي الأول إثر حادث اصطدام سيارته بعمود كهرباء.
  - مدينة مدريد تستسلم للجنرال فرانسيسكو فرانكو.
- 1947 -
  - تأسيس المنظمة الدولية للطيران المدني.
  - انعقاد المؤتمر التأسيسي لحزب البعث العربي الاشتراكي.
- 1949 - توقيع معاهدة حلف شمال الأطلسي / الناتو في واشنطن.
- 1953 - انعقاد مؤتمر الزوايا الدينية لإفريقيا الشمالية تحت رئاسة الشريف الإدريسي عبد الحي الكتاني.
- 1960 - السنغال تعلن استقلالها عن فرنسا.
- 1968 - اغتيال القس مارتن لوثر كينغ راعى الحقوق المدنية في الولايات المتحدة في مدينة ممفيس.
- 1973 - افتتاح مبنى مركز التجارة العالمي في مدينة نيويورك رسميًا.
- 1979 - تنفيذ حكم الإعدام برئيس وزراء باكستان المخلوع ذو الفقار علي بوتو.
- 1982 - منتخب الكويت لكرة القدم يفوز بكأس بطولة الخليج السادسة لكرة القدم المقامة في الإمارات العربية المتحدة.
- 1985 - وكالة الفضاء الأمريكية ناسا تعلن عن اختيار الأمير سلطان بن سلمان كأحد رواد مكوك الفضاء ديسكفري في إحدى رحلاته.
- 2003 - الرئيس العراقي صدام حسين يظهر وهو يتجول في ساعات النهار مشيًا على الأقدام في حي المنصور في بغداد بينما أحاط به بضع عشرات من السكان يهتفون بحياته في أول لقطات تصور له في مكان عام منذ اندلاع الحرب الأمريكية على العراق.
- 2015 - جماعة الحوثيين تعتقل السياسي اليمني محمد قحطان وتخفيه قسرياً.
- 2017 - بلدة خان شيخون بريف إدلب تتعرَّض لِهجوم كيمائيٍّ بِغاز السارين السَّام، أدَّى لمقتل حوالي 100 شخص وإصابة نحو 400 آخرين.
- 2019 - تجدد القتال بين الجيش الوطني الليبي وحكومة الوفاق الوطني الليبية للسيطرة على طرابلس العاصمة.
- 2021 - انتخاب فيوزا عثماني لتكون خامس رئيس لكوسوفو.
- 2022 - استقالة جماعية للوزراء في سريلانكا بعد يومين من اندلاع احتجاجات واسعة ضد حكومة الرئيس جوتابايا راجاباكسا، وفرض حالة الطوارئ وقطع وسائل التواصل الاجتماعي.

## مواليد
- 188 - كاراكلا، إمبراطور روماني.
- 1821 - لينوس ييل، مخترع أمريكي.
- 1906 - بي بيناديرت، ممثلة أمريكية.
- 1920 - عبد الرحمن رأفت الباشا، أديب سوري.
- 1929 - أبلة فضيلة، إعلامية مصرية.
- 1932 - أندري تاركوفسكي، مخرج وممثل وكاتب روسي.
- 1942 - عواطف حلمي، ممثلة مصرية.
- 1950 - صباح عبيد، ممثل سوري.
- 1952 - غاري مور، مغني بريطاني.
- 1954 - علي الحجار، مغني مصري.
- 1960 - هوغو ويفنغ، ممثل أسترالي.
- 1961 - ناوكو ماتسوي، ممثلة أداء صوتي يابانية.
- 1962 -
  - رانيا فهد، ممثلة أردنية.
  - عماد البرغوثي، عالم فيزياء الفضاء فلسطيني.
- 1965 - روبرت داوني جونير، ممثل أمريكي.
- 1969 - سحر حسين، ممثلة ومذيعة قطرية.
- 1970 - باري بيبر، ممثل كندي.
- 1973 - سيف الدين سبيعي، ممثل سوري.
- 1976 - إيمرسون، لاعب كرة قدم برازيلي.
- 1977 -
  - هيث ليدجر، ممثل أسترالي.
  - ناتاشا ليون، ممثلة أمريكية.
- 1979 - محمد زعل السلوم شاعر و باحث سوري.
- 1982 - جستين كوك، ممثل أداء صوتي أمريكي.
- 1984 - هيثم أحمد زكي، ممثل مصري.
- 1986 - أون هيوك، مغني وراقص رئيسي بفرقة سوبر جونيور.
- 1988 - فرانك فيلدينغ، لاعب كرة قدم إنجليزي.
- 1991 - جيمي لين سبيرز، ممثلة أمريكية.

## وفيات
- 1174 - هبة الله بن كامل، قاضي وشاعر مصري فاطمي.
- 1284 - ألفونسو العاشر، ملك مملكة قشتالة.
- 1806 - كارلو غوتسي، كاتب مسرحي إيطالي.
- 1841 - ويليام هنري هاريسون، رئيس الولايات المتحدة التاسع.
- 1929 - كارل بنز، مهندس ألماني.
- 1932 - فيلهلم أوستفالد، عالم فيزياء وكيمياء ألماني حاصل على جائزة نوبل في الكيمياء عام 1909.
- 1939 - غازي الأول، ملك العراق.
- 1968 -
  - مارتن لوثر كينغ، زعيم المطالبة بحقوق الإنسان في الولايات المتحدة حاصل على جائزة نوبل للسلام عام 1964.
  - محمد طه الحويزي، فقيه جعفري وشاعر إيراني عراقي.
- 1972 - سمير الشعار، مهندس طب حيوي لبناني.
- 1979 - ذو الفقار علي بوتو، رئيس وزراء باكستان.
- 1983 - غلوريا سوانسون، ممثلة أمريكية.
- 1991 - ماكس فريش، كاتب سويسري.
- 2004 - عبد القادر طاش، إعلامي سعودي مؤسس قناة اقرأ.
- 2011 - جوليانو مير خميس، ممثل ومخرج وناشط سياسي إسرائيلي.
- 2012 - خالد تاجا، ممثل سوري.
- 2014 - محمد قطب، كاتب مصري.

## أعياد ومناسبات
- اليوم العالمي لزيادة الوعي حول الألغام الأرضية ومعارضتها.
- عيد الطفولة في تايوان وهونغ كونغ.

## وصلات خارجية
- وكالة الأنباء القطريَّة: حدث في مثل هذا اليوم.
- النيويورك تايمز: حدث في مثل هذا اليوم.
- BBC: حدث في مثل هذا اليوم.